# HD 120048
HD 120048，又名BD+39 2678，SAO 63735、HR 5180，是一颗恒星，视星等为5.94，位于銀經81.11，銀緯73.84，其B1900.0坐标为赤經13h 41m 59.2s，赤緯+39° 73.84′ 15″。